# Naucelle
Naucelle är en kommun i departementet Aveyron i regionen Occitanien i södra Frankrike. Kommunen ligger  i kantonen Naucelle som ligger i arrondissementet Rodez. År 2022 hade Naucelle 2 017 invånare.

## Befolkningsutveckling
Antalet invånare i kommunen Naucelle
Referens: INSEE